# Mustafa Khaznadar

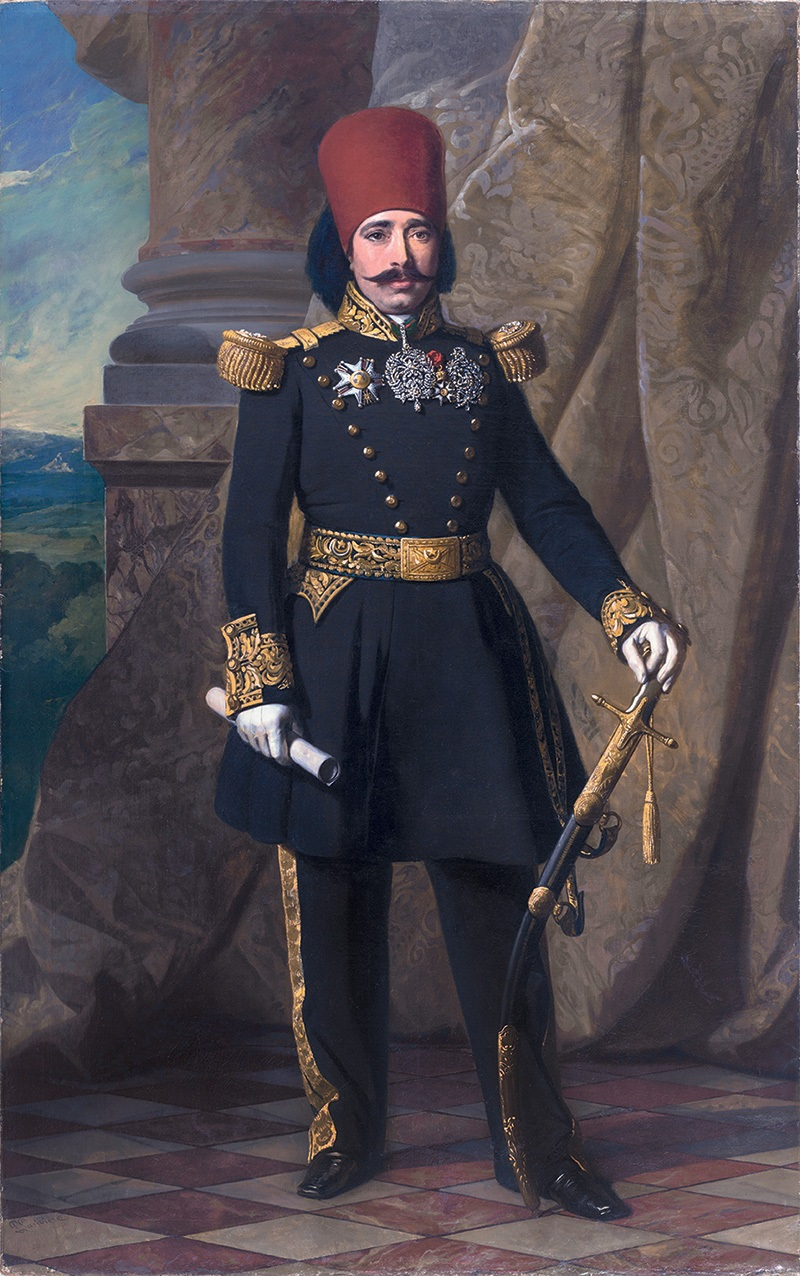
Charles-Philippe Larivière: Mustafa Khaznadar, 1846, Öl auf Leinwand, 140 × 221,5 cm, Institut national du patrimoine, Tunis

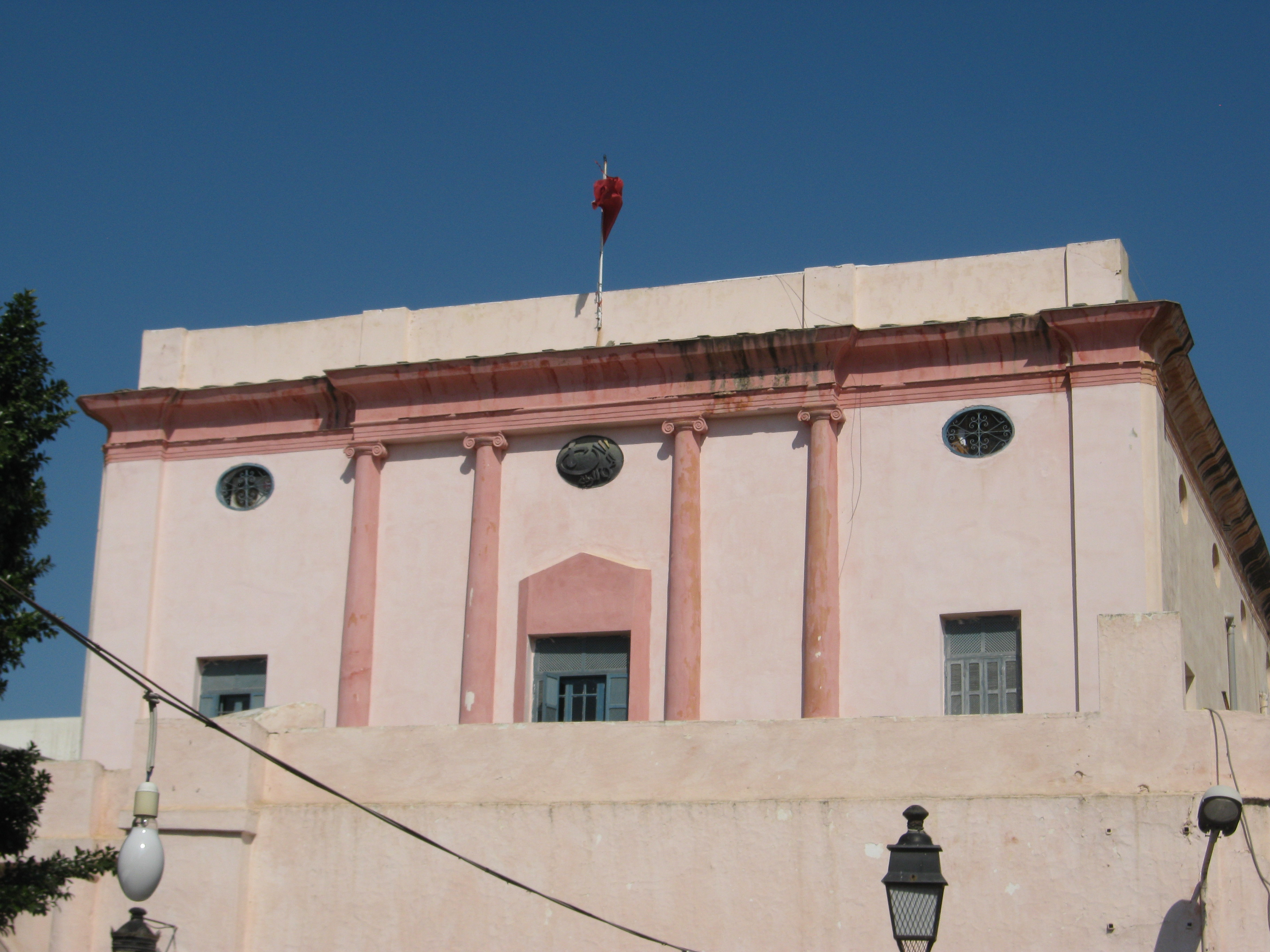
Das Stadtpalais Khaznadar in Tunis, es wird heute als Theater genutzt

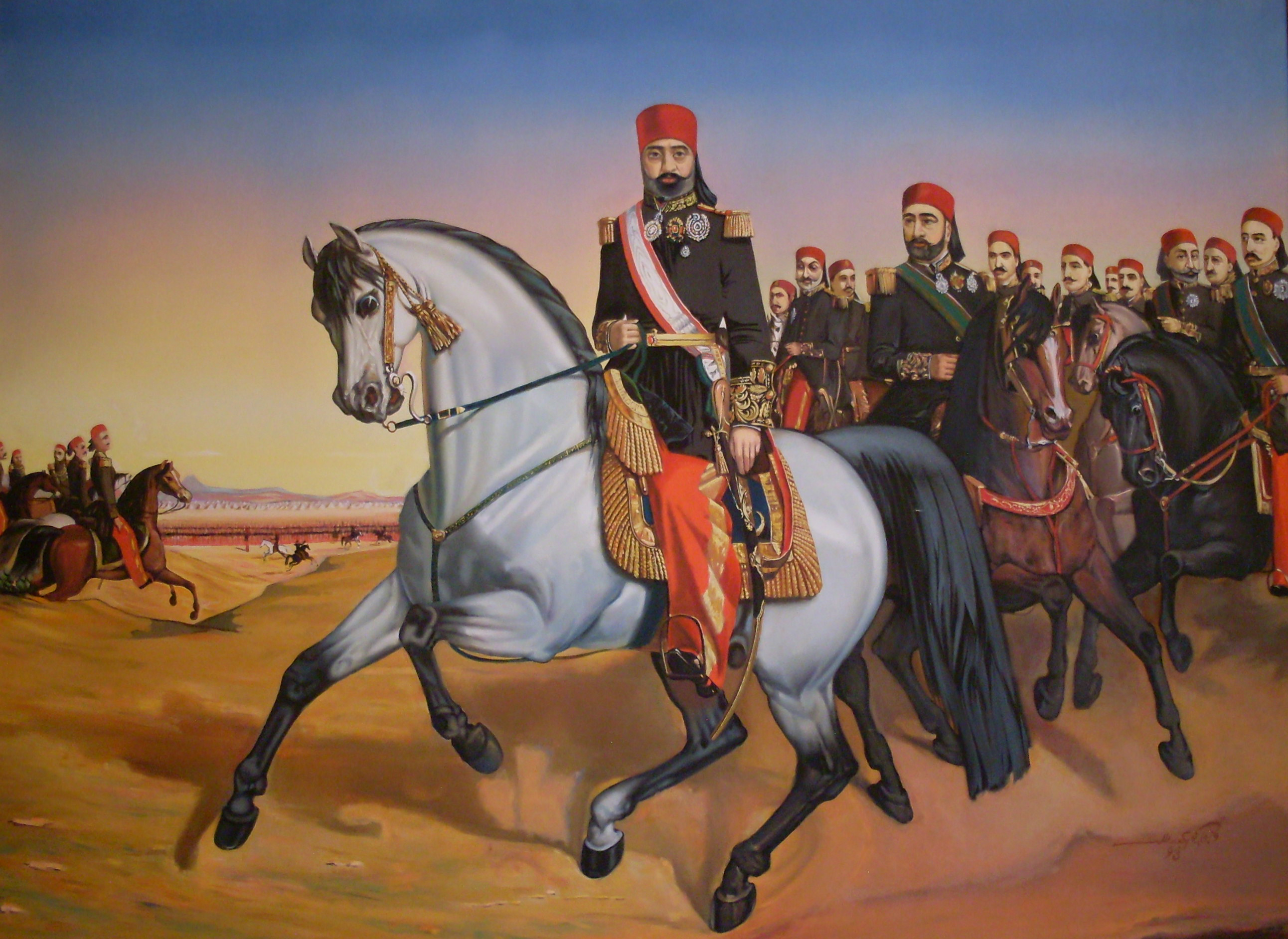
Auguste Moynier: Besuch Sadok Beys und seines Generalstabs in M'halla im Sahel, 1864, Öl auf Leinwand, 141 × 160,5 cm Tunis, Institut national du patrimoine, Sammlung Qsar es-Saïd. Mustafa Khaznadar ist an zweiter Stelle im Hintergrund abgebildet.

Mustafa Khaznadar (arabisch: مصطفى خزندار, DMG Muṣṭafā Ḫaznadār), eigentlich Georgios Halkias Stravelakis (griechisch: Γεώργιος Χαλκιάς Στραβελάκης) (* 1817 in Kardamila auf Chios; † 26. Juli 1878 in Tunis) war von 1837 bis 1873 Premierminister (Großwesir) der tunesischen Husainiden mit griechischer Abstammung. Seiner Verschuldungspolitik wird im heutigen Geschichtsdiskurs wesentlich die Verantwortung für die Kolonisation Tunesiens durch Frankreich angelastet.

## Leben
Nachdem sein Vater im Vorfeld des Massakers von Chios 1821 getötet worden war, wurden Giorgios und sein Bruder als Sklaven nach Izmir und Istanbul verschleppt. Er wurde an den Bey von Tunis verkauft. Als am Hof erzogener Mameluck und somit zwangskonvertierter Muslim stieg er innerhalb der königlichen Familie zum zweiten Mann im Staate nach Ahmed Bey auf. 1837 wurde er zum Khaznadar ernannt, die Bezeichnung bedeutet Schatzmeister.
1839 erhielt er Lella Kalthoum, die Schwester des Monarchen, zur Frau. Er wurde Wazir al-Akbar, was dem Titel eines Premierministers entsprach. Er war der erste Träger dieses Titels und gleichzeitig Innenminister, Außenminister und Finanzminister. Sein Stadtpalais, der Khaznadar Palast in Halfaouine, in Tunis wurde von italienischen Fachleuten gebaut. Das Gebäude bot Khaznadar einen Rundumblick über Tunis und den Hafen mit seinem Schiffsverkehr.
Seine Zeit als Großwesir des Landes ist geprägt von Korruption, die er zum Teil selbst organisierte. Gleichzeitig hatte die Bevölkerung eine hohe Steuerlast zu tragen. Hungersnot und Typhus waren verbreitet. 1863 begann mit der Aufnahme von 25 Millionen Francs die Staatsverschuldung Tunesiens im Ausland. Nach weniger als einem Jahr war das Geld weg, denn es floss nicht in den ordentlichen Staatshaushalt ein. Darauf verdoppelte die Regierung die Steuern der sogenannten Mejba. Mit der Eintreibung dieser Kopfsteuer wurde die Armee beauftragt. 1864 kam es darauf zum Aufstand der tunesischen Stämme unter der Führung von Ali Ben Ghedhahem. Es folgte eine blutige Repression, die am 7. Oktober 1864 in der Schlacht von Kalaa Kebira mit der Niederlage der Aufständischen endete. Khaznadar verkaufte indes im Voraus die bevorstehende Olivenölernte an europäische Händler. Das Geld behielt er für sich.
Zu den Männern, die sich in seiner Amtszeit extrem bereicherten, gehörten auch Mahmoud Ben Ayed und Nessim Samama. Im März 1865 ging Tunesien weitere Verschuldung ein, der Staat war darauf bald zahlungsunfähig. Im Juli 1869 wurde eine internationale Finanzkommission unter der Leitung seines Schwiegersohns Kheireddine Pascha (Hayreddin Pascha) eingesetzt. Khaznadar wurde im Oktober 1873 entmachtet. Kheireddine übernahm die Regierungsgeschäfte am 22. Oktober 1873. Den Vater seiner Frau Jeannette ließ dieser auf Anweisung des Bey im Palast für die restlichen fünf Jahre seines Lebens unter Hausarrest stellen, seine Güter enteignete er. Die Bevölkerung reagierte positiv auf die Entscheidung und feierte den Abgang des Ministers mit Pferderennen und anderen Vergnügungen. Dem Nachfolger gelang es bis im Juli 1877 jedoch nicht, die finanzielle Situation zu verbessern. Den von ihm mitverschuldeten Verlust der Unabhängigkeit Tunesiens mit dem Vertrag von Bardo vom 12. Mai 1881 erlebte Mustafa Khaznadar nicht mehr, er starb 1878.

## Ehrungen
In Tunis ist eine Straße nach ihm benannt.